# محرق
 محرق (در عربی:  المحرق، تلفظ محلی: مْحَرَگ) نام شهری در «جزیره محرق» واقع شده‌است. از توابع استان محرق به عربی (محافظة المحرق)، در کشور پادشاهی بحرین. 
شهر «المحرق» در أقصی شمال کشور بحرین قرار دارد، و مابین سال های:(۱۸۱۰ و ۱۹۲۳) میلادی پایتخت این کشور 
بوده‌است، و دومین شهرهای بزرگ بحرین بعد از شهر  منامه (به عربی: المنامة) پایتخت کنونی کشور بحرین به‌شمار می‌آید. 

## پیوند جزیره محرق با سایر نقاط کشور
جزیره محرق به وسیله سه پل با سایر مناطق کشور ارتباط داده شده که به شرح زیر می‌باشند: 
- پل شیخ حمد (جسر الشیخ حمد بن عیسی بن علی آل خلیفة ۱۹۲۹ سال میلادی).
- پل شیخ عیسی (جسر الشیخ عیسی بن سلمان سال ۱۹۹۷ میلادی).
- پل شیخ خلیفه (جسر الشیخ خلیفة بن سلمان سال ۲۰۰۵ میلادی).
- تنها فرودگاه بین‌المللی بحرین در این شهر واقع شده‌است.

## نمای بیرونی جزیره محرق
نمای بیرونی جزیره محرق بمانند «نعل اسب» (در عربی:  حدوة الحصان) می‌ماند، مساحت کلی جزیره محرق در حدود هفت میل مربع است، و در حدود ۲ متر از سطح آب دریا ارتفاع دارد
- در شهر محرق طایفه ای به نام كريمي (به عربی:فريج كريمي) زندگی می کنند که اصل آنها از ايران استان فارس از شهرهای شیراز ، لار و اشكناز و جهرم و... هست. به زبان فارسى تکلم میکنند.